# Jacques Freitag
Jacques Freitag (Warrenton, 11 giugno 1982 – Pretoria, 1º luglio 2024) è stato un altista sudafricano, campione mondiale a Parigi 2003.

## Biografia
Jacques Freitag nacque a Warrenton l'11 giugno 1982. Sua madre, Hendrina Pieters, fu campionessa sudafricana di salto in alto nel 1973 e in carriera ottenne un personale di 1,74 m.
Alto 204 centimetri, Freitag fu il primo atleta in grado di vincere la medaglia d'oro nella sua specialità ai campionati mondiali, nella categoria allievi (1999), juniores (2000) e seniores (2003).
Segnò un record personale di 2,38 m stabilito ad Oudtshoorn in Sudafrica nel 2005. Riportò la miglior prestazione mondiale stagionale nel 2002 e nel 2005.
Fu ritrovato morto, all'età di 42 anni, il 1º luglio 2024 per strada a Pretoria. L'atleta, rapito circa due settimane prima, sarebbe stato colpito più volte con proiettili d'arma da fuoco.

## Record nazionali

### Seniores
- Salto in alto: 2,38 m ( Oudtshoorn, 5 marzo 2005)
- Salto in alto indoor: 2,28 m ( Bydgoszcz, 26 gennaio 2005 -  Tallinn, 20 febbraio 2005)

## Palmarès
| Anno | Manifestazione    | Sede      | Evento        | Risultato | Prestazione | Note                                     |
| ---- | ----------------- | --------- | ------------- | --------- | ----------- | ---------------------------------------- |
| 1999 | Mondiali allievi  | Bydgoszcz | Salto in alto | Oro       | 2,16 m      |                                          |
| 2000 | Mondiali juniores | Santiago  | Salto in alto | Oro       | 2,24 m      |                                          |
| 2001 | Mondiali          | Edmonton  | Salto in alto | 22º       | 2,15 m      |                                          |
| 2003 | Mondiali          | Parigi    | Salto in alto | Oro       | 2,35 m      | Miglior prestazione personale stagionale |
| 2004 | Giochi olimpici   | Atene     | Salto in alto | 20º       | 2,20 m      |                                          |
| 2005 | Mondiali          | Helsinki  | Salto in alto | 18º       | 2,20 m      |                                          |

## Altre competizioni internazionali
2003
- 4º alle IAAF World Athletics Final ( Monaco), salto in alto - 2,27 m

2005
- 6º alle IAAF World Athletics Final ( Monaco), salto in alto - 2,29 m